# Alf's Carpet
Alf's Carpet, também conhecido pelo nome alternativo The Rocket Bus, é um filme britânico lançado em 1929.